# Harald Strøm
Harald Aleksander Strøm (14. října 1897 Horten – 25. prosince 1977 Borre) byl norský rychlobruslař a fotbalista.
Od roku 1919 startoval na norských rychlobruslařských šampionátech. Svoji zemi v tomto sportu poprvé reprezentoval na Mistrovství světa 1922, které také vyhrál. Dalších výrazných úspěchů dosáhl v další sezóně, kdy získal zlatou medaili na Mistrovství Evropy a následně také stříbro na světovém šampionátu. Startoval na Zimních olympijských hrách 1924 – jeho nejlepším umístěním bylo čtvrté místo ve víceboji, dále byl pátý na tratích 1500 m, 5000 m a 10 000 m a osmý v závodě na 500 m. Poslední starty absolvoval v roce 1928.
Hrál také fotbal za norský klub Ørn-Horten, se kterým získal v letech 1920 a 1927 mistrovský titul. Za norskou reprezentaci odehrál v letech 1918–1927 celkem šestnáct zápasů a vstřelil 5 gólů.